# O'Brien, Texas
O'Brien är en ort i Haskell County i Texas. Vid 2010 års folkräkning hade O'Brien 106 invånare.